# 堀切和雅
堀切 和雅（ほりきり かずまさ、1960年 - ）は、日本の編集者、作家、エッセイスト。1979年、インディーズバンド「スーパースランプ」創設時のコアメンバーの一人。1984年、劇団「月夜果実店」を結成。作・演出者として、2002年までに22回の公演を行う（『演劇に何ができるのか？』妹尾伸子、嶽本あゆ美、堀切和雅、アルファベータブックス、2017年による）

## 略歴
- 1978年 千葉県立東葛飾高等学校卒業[要出典]
- 1984年 早稲田大学政治経済学部卒業
- 1984年 岩波書店入社、月刊誌「世界」などの編集を務める。
- 2000年 青山学院女子短期大学専任講師（領域：表現）
- 2005年 出版社ユビキタ・スタジオを創立

## 著書
- 『三〇代が読んだ「わだつみ」』（築地書館、1993年）
- 『結論を急がない人のための日本国憲法』（築地書館、1994年）
- 『「30代後半」という病気』（築地書館、2000年）
- 『「ゼロ成長」幸福論』（角川書店、2001年）
- 『不適切なオトナ』（講談社、2002年）
- 『娘よ、ゆっくり大きくなりなさい』（集英社新書、2006年）
- 『小児科を救え!』（千葉智子との共著）（ユビキタスタジオ、2007年）
- 『絵入り人生読本―笠智衆のように枯れたい』（小林道雄、おかべりかとの共著）（ユビキタスタジオ、2007年）
- 『なぜ友は死に 俺は生きたのか ─戦中派たちが歩んだ戦後─』（新潮社、2010年）
- 『演劇に何ができるのか？』（妹尾伸子、嶽本あゆ美との共著）（アルファベータブックス、2017年）
- 『岩波書店の時代から』（大塚信一との共著）（筑摩書房「筑摩選書」、2024年4月）